# Vinni (cantante)
Vinni, pseudonimo di Øyvind Sauvik (Arendal, 3 febbraio 1976), è un cantante e rapper norvegese.

## Biografia
Vinni ha fatto il suo debutto discografico da solista con l'album in studio Oppvåkningen (2012), classificatosi in cima alla VG-lista e certificato oro dalla IFPI Norge per le 15 000 unità equivalenti. Sempre nel 2012 ha inciso la hit Sommerfuggel i vinterland, numero uno per cinque settimane consecutive nella hit parade norvegese, certificata nonuplo platino e candidata per lo Spellemannprisen alla canzone dell'anno. Ha poi reso disponibile Godmorgen Norge, rimasta al numero uno per due settimane di fila.
Il secondo LP Tanker blir ting, che ha segnato il ritorno dell'artista sulle scene musicali in circa un decennio dall'ultimo disco, ha fatto l'entrata nella graduatoria album nazionale al 2º posto; il progetto contiene il brano di successo Glorie, quintuplo platino (400 000 unità) e anch'esso in lizza per lo Spellemannprisen alla canzone dell'anno. Lo stesso singolo è diventato il sesto ingresso del rapper nella top ten norvegese.

## Discografia

### Da solista

#### Album in studio
- 2012 – Oppvåkningen
- 2023 – Tanker blir ting
- 2024 – Pennen & sverdet (con Tshawe)

#### Singoli
- 2010 – Nord & sør (con Joddski e Lars Vaular)
- 2012 – Sommerfuggel i vinterland
- 2012 – Halve meg
- 2012 – Stjernestøv
- 2012 – Ikke sant
- 2014 – Nabolaget
- 2017 – Levende lys
- 2021 – Diskotek (con Jesper Jenset)
- 2021 – Øyvind's skyld
- 2021 – Glorie
- 2022 – Tinnsoldater
- 2022 – Baba dro på (con Tshawe)
- 2023 – Evig og alltid (feat. Emma Steinbakken)
- 2024 – El Capitan (con Tshawe)
- 2024 – Slipp (con Tshawe)
- 2025 – Monster

### Paperboys

#### Album in studio
- 2002 – No Cure for Life
- 2003 – The Great Escape
- 2005 – When Worlds Collide
- 2009 – The Oslo Agreement

#### Raccolte
- 2006 – So Far - So Good

### Vinni and the Vagabonds
- 2010 – Happily Lost